# Polybotrya sorbifolia
Polybotrya sorbifolia là một loài thực vật có mạch trong họ Dryopteridaceae. Loài này được Mett. ex Kuhn miêu tả khoa học đầu tiên năm 1869.